# North Liberty (Iowa)
North Liberty és una població dels Estats Units a l'estat d'Iowa. Segons el cens del 2000 tenia 5.367 habitants.

## Demografia
Segons el cens del 2000, North Liberty tenia 5.367 habitants, 2.259 habitatges, i 1.400 famílies. La densitat de població era de 305,6 habitants/km².
Dels 2.259 habitatges en un 35,4% hi vivien nens de menys de 18 anys, en un 48,6% hi vivien parelles casades, en un 9,6% dones solteres, i en un 38% no eren unitats familiars. En el 27,6% dels habitatges hi vivien persones soles el 3,7% de les quals corresponia a persones de 65 anys o més que vivien soles. El nombre mitjà de persones vivint en cada habitatge era de 2,38 i el nombre mitjà de persones que vivien en cada família era de 2,95.
Per edats la població es repartia de la següent manera: un 26,8% tenia menys de 18 anys, un 11,5% entre 18 i 24, un 43,9% entre 25 i 44, un 13,8% de 45 a 60 i un 4,1% 65 anys o més.
L'edat mediana era de 29 anys. Per cada 100 dones de 18 o més anys hi havia 96,2 homes.
La renda mediana per habitatge era de 42.500 $ i la renda mediana per família de 53.750 $. Els homes tenien una renda mediana de 35.042 $ mentre que les dones 29.328 $. La renda per capita de la població era de 21.339 $. Entorn del 3,4% de les famílies i el 5,5% de la població estaven per davall del llindar de pobresa.

## Poblacions més properes
El següent diagrama mostra les poblacions més properes.